# Палехори
Палехори (греч. Παλαιχώρι) — деревня на острове Кипр. Через неё проходит трасса E 903. Официально деревня состоит из двух общин: Пелахори Орейнис и Пелахори Морфу. Деревня расположена в 45 км к югу от Лефкосии по дороге Лефкосия — Агрос — Лемесос и в 15 км от Агроса. Население 1196 человек. Церковь Метаморфосис ту Сотирос — «Преображение Спасителя» — это часовня начала XVI века, расположенная на холме. Она возвышается над старой частью деревни. Её внутренняя отделка представляет собой превосходную серию кипрской фресковой живописи пост византийского периода. Церковь Панагия Хрисопантанасса, построенная в XVI веке, также украшена настенной живописью. Это основная церковь верхней части деревни. Палехори имеет свой церковный музей, в котором экспонируются иконы и прочие церковные реликвии из различных церквей этой деревни. Здесь также работает Музей освободительной борьбы, расположенный в доме, в котором когда-то скрывались члены освободительного движения ЭОКА (1955—1959 гг.).

## Внешние ссылки
- Официальный сайт